# Slaget vid Rawanduz
Slaget vid Rawanduz eller slaget vid Hendrenbergen var en del av irakisk-kurdiska kriget och stod 1966 mellan styrkor från Kurdistans Demokratiska Parti (KDP) som leddes av Mustafa Barzani och Republiken Irak som leddes av Abdul Rahman Arif. Slaget var ett överraskningsanfall som utfördes av KDP:s peshmerga-partisaner mot den irakiska militärbasen vid Rawanduz på morgonen den 11 maj 1966. Slaget ledde till en stor seger för de kurdiska styrkorna. Efter slaget började fredsförhandlingar. 1970 skrevs ett avtal om kurdiskt självstyre, som dock inte förverkligades.